# Parque natural del Prado de Cabanes-Torreblanca
El Parque Natural del Prado de Cabanes-Torreblanca (en valenciano Parc Natural del Prat de Cabanes-Torreblanca) es un espacio natural protegido español situado en la provincia de Castellón, Comunidad Valenciana, que constituye una zona de humedales de gran valor paisajístico donde se alojan diversas especies de aves acuáticas. Cuenta con una superficie de 865 ha de los municipios de Torreblanca y Cabanes.
Este paraje de 865 hectáreas fue declarado parque natural por el gobierno valenciano el 27 de diciembre de 1994 y se encuentra localizada en la comarca de la Plana Alta. El interés ecológico y paisajístico de este espacio, así como su fragilidad son los motivos que han llevado a su conservación mediante la declaración de espacio protegido.
El acceso al parque se realiza por la N-340, por el desvío de la Ribera de Cabanes o por la AP-7 a la altura de Oropesa del Mar.

## Orografía

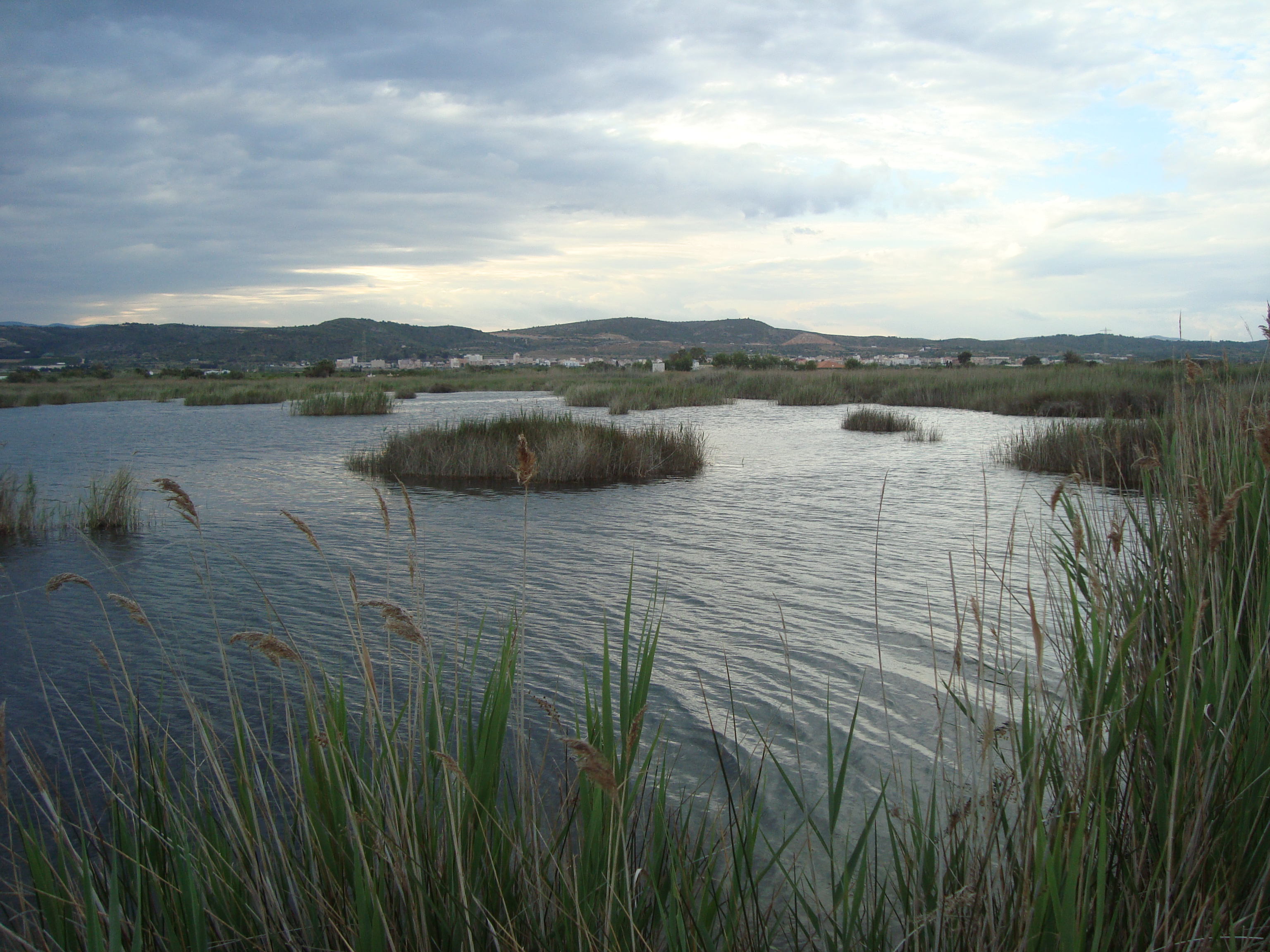
Humedal del Prado

El paisaje del Prado, es el de una llanura litoral separada del mar por un cordón de gravas y cantos con acumulaciones de depósitos arenosos que constituyen las marismas y pantanos del citado Parque, quedando este limitado por la Sierra de Irta y el Desierto de las Palmas. Su longitud se aproxima a unos 7 km, y 1,5 km de anchura. Sirvió de cierre a una antigua albufera que ha sido colmatada por la acumulación de sedimentos de origen aluvial (lo que ha originado el cordón de gravas y cantos rodados), y por detrás de este cordón se localiza una zona en la que aparecen depósitos cuaternarios de turbera, relacionados con sedimentos deltaicos y costeros.

## Hidrografía
El parque se caracteriza por la presencia de una lámina de agua, permanente en algunos lugares y temporal en otros. La inundación de determinadas zonas se debe a que es una zona deprimida porque no existe ningún curso fluvial continuo que aporte agua al parque, aunque si existen diversos manantiales de agua dulce que contribuyen a mantener inundadas algunas zonas durante todo el año.
El parque posee un típico clima mediterráneo con influencia marítima.

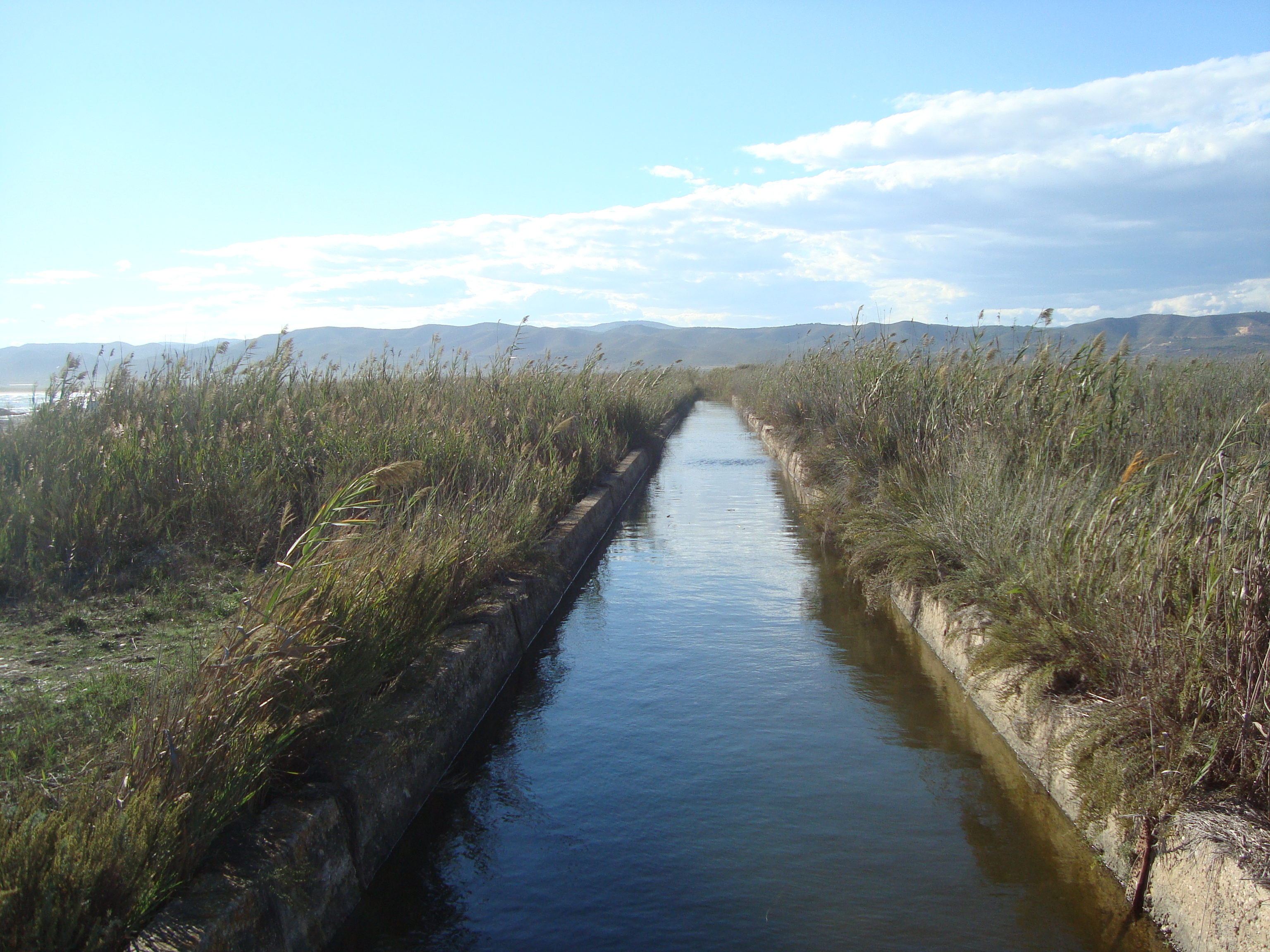
Acequia de Polo

## Fauna

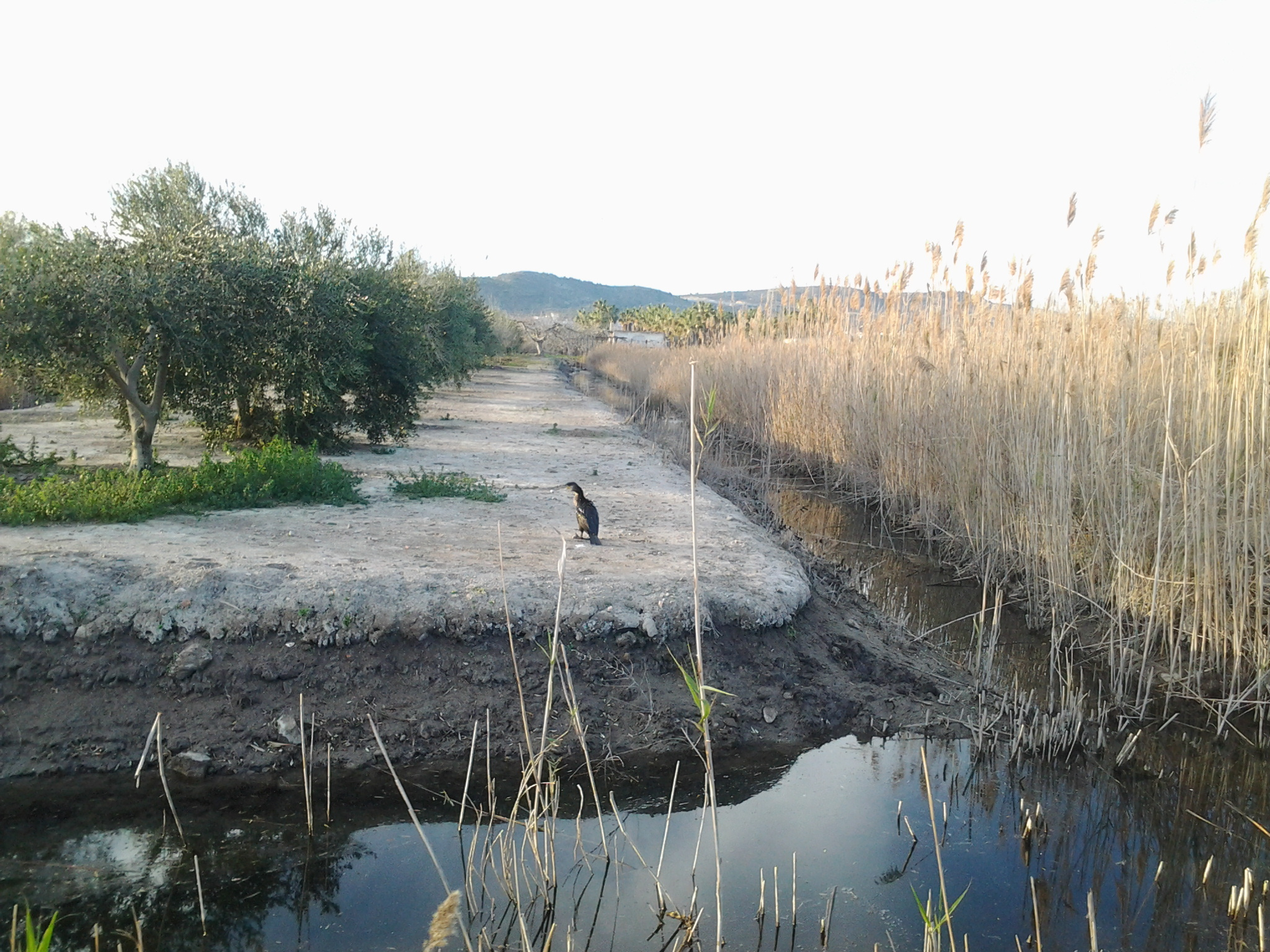
Cormorán posado en una marjal del humedal del Prat de Torreblanca.

El parque destaca por la existencia de dos especies de peces emblemáticas de la Comunidad Valenciana como son el samarugo (samaruc) y el fartet, ambas especies protegidas y en peligro de extinción, así como la gambeta, habitante de aguas litorales limpias.

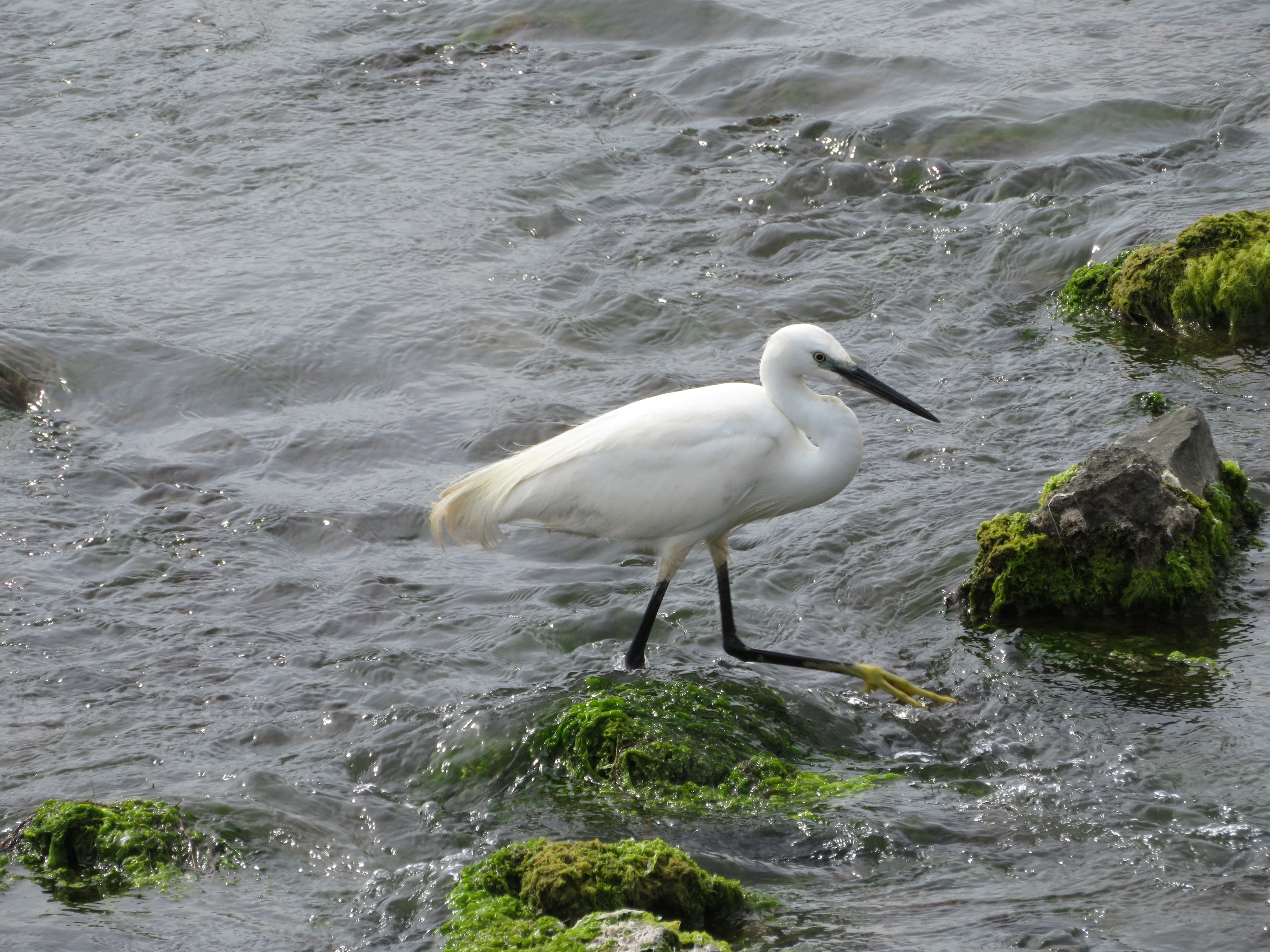
Garceta blanca (Egretta garzzeta) en un canal del humedal del Prat de Cabanes-Torreblanca.

La avifauna es muy variada, destacando entre las nidificantes la canastera, el aguilucho cenizo, el carricerín real, la cigüeñuela, el avetorillo o la focha común.
Las aves invernantes también son reseñables destacando el cormorán, el aguilucho lagunero y el martín pescador. Por su parte, también pueden observarse el chorlitejo patinegro, el charrancito (que tiene aquí el único punto de cría de la provincia de Castellón) y entre las aves de paso se deben destacar especies como el charrán patinegro, correlimos y el ostrero.
Los mamíferos no son muy abundantes aunque hay poblaciones de rata de agua, conejo y comadreja.
El reptil más destacado es el galápago europeo.

## Flora
Existen tres tipos de vegetación:

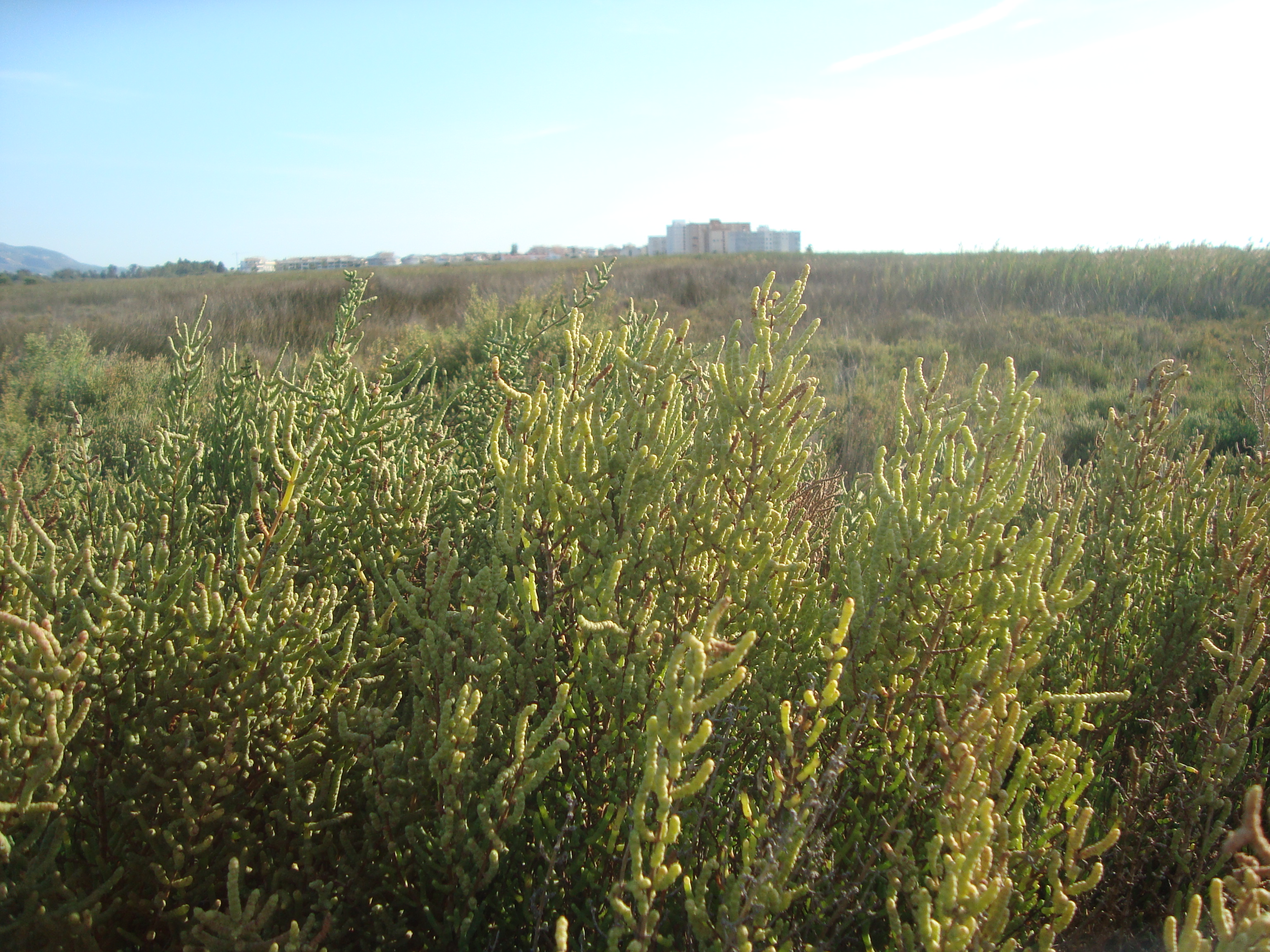
Salicornia

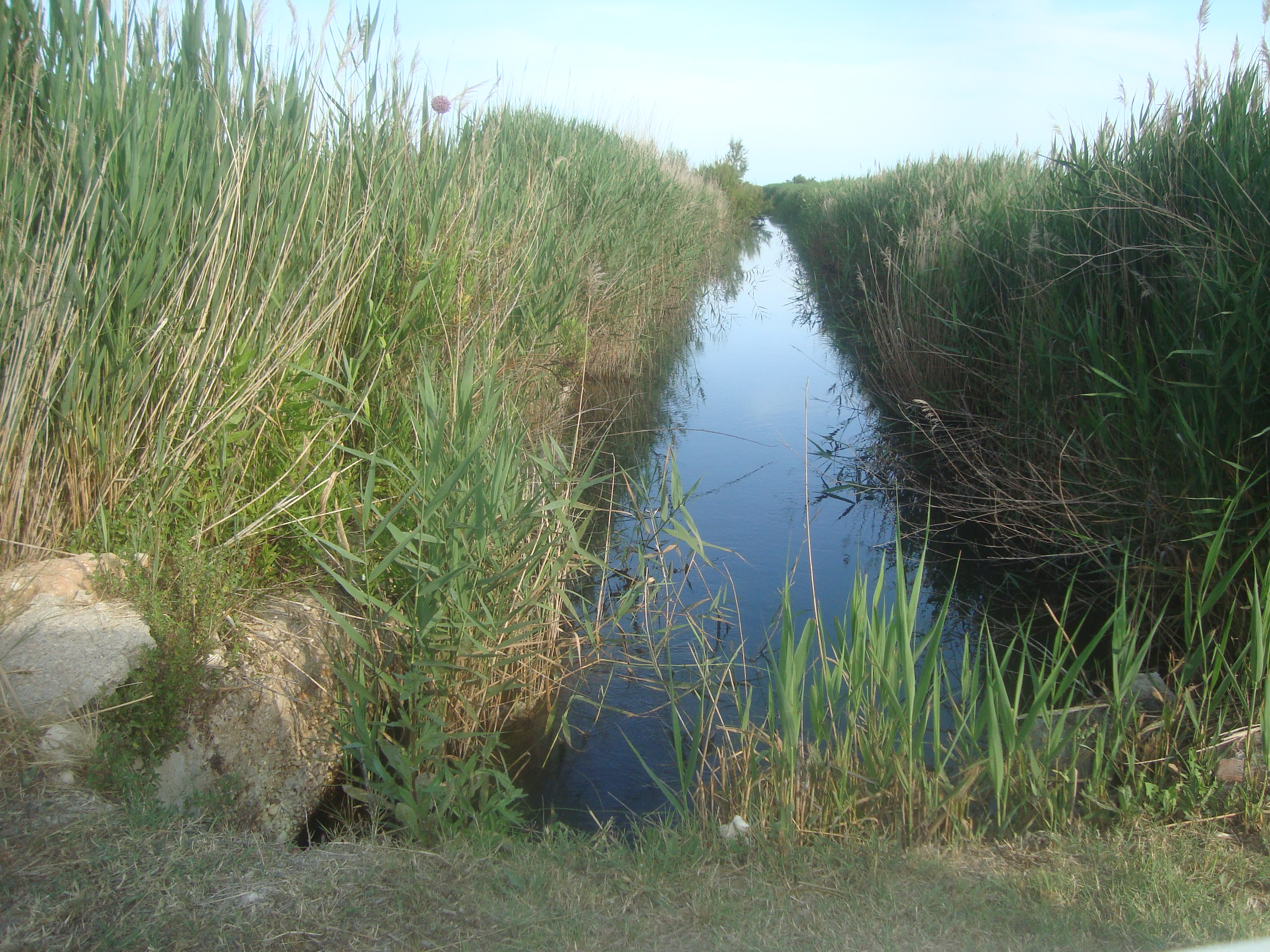
Séquia Mare, pontet de la carrerassa de la Querola, Prat de Cabanes i Torreblanca.

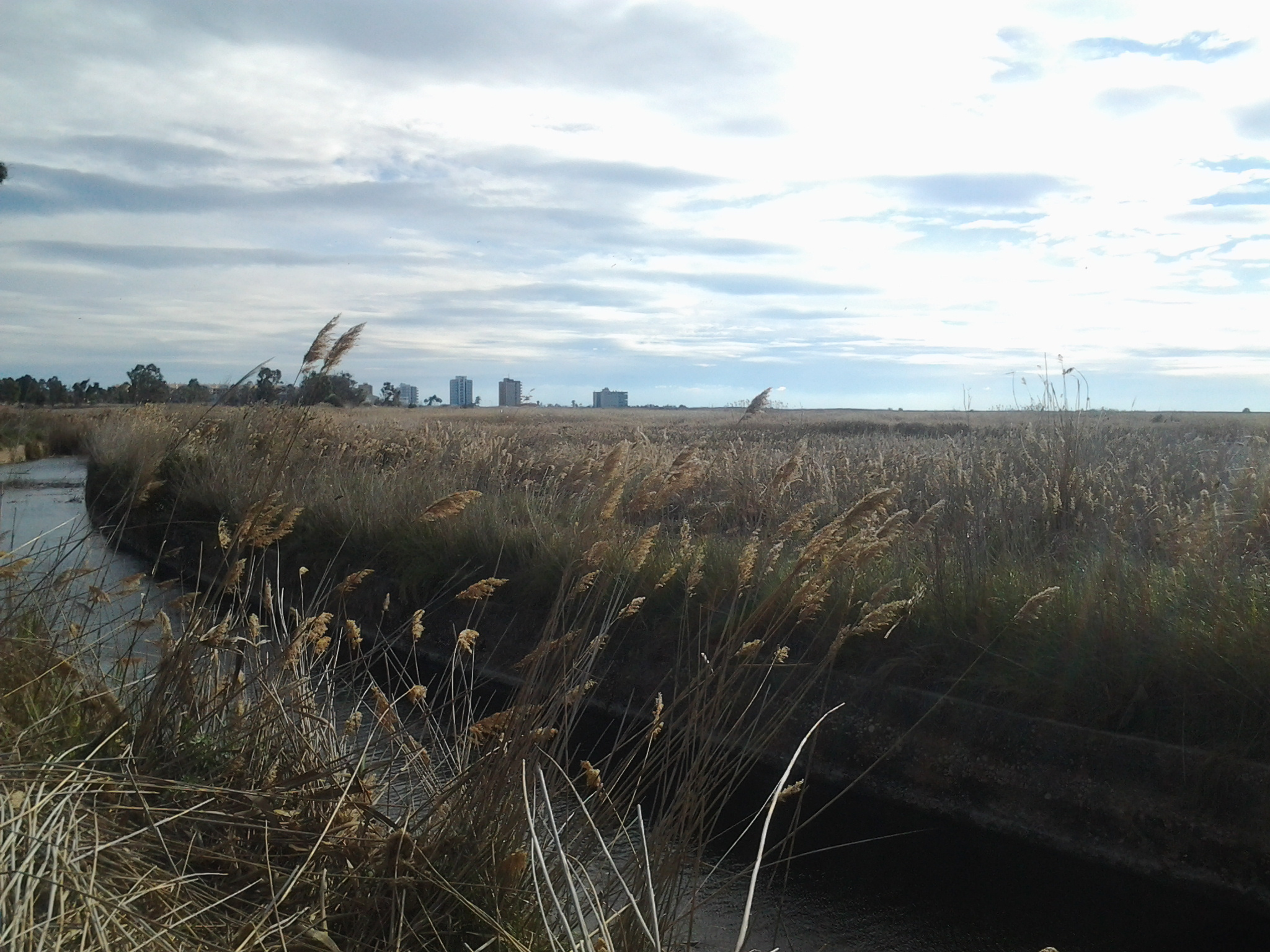
Parc natural del Prat de Cabanes-Torreblanca.

- Entre las del saladar podemos encontrar la sosa o el junco.
- En el cordón dunar destacan la mielga marina, la hierba melera, la oruga de mar, la campanilla de mar, la algodonosa, la adormidera marina y el hinojo marino.
- Entre las plantas acuáticas y palustres el carrizo, la enea, el junco de laguna, la mansega, la ontina de saladar o el llantén de playa.

## Parajes de interés
En las cercanías del parque se puede localizar el arco romano de Cabanes y los parques naturales de la Sierra de Irta y el Desierto de las Palmas.